# 蒯祺
蒯祺（2世纪—219年），南郡中卢人，荆州望族子弟，與荆州牧劉表帳下謀士蒯良、蒯越兄弟為同族，东汉末年房陵太守。

## 生平
建安二十四年（219年），汉中王刘备遣宜都太守孟达从秭归北攻房陵，蒯祺於戰鬥中被孟达所部士兵所杀。向朗曾任房陵太守，赵一清认为可能是在孟达杀蒯祺后调任。
由於蒯祺於史書記載不多，無法確定他何時為房陵太守，胡三省指出房陵县本属汉中郡，怀疑是已故荆州牧刘表所置，使蒯祺守之，否则就是蒯祺割据本郡自立。吴增僅则认为房陵不在刘表辖区内，怀疑房陵郡是建安二十年（215年）镇民中郎将领汉宁太守张鲁投降丞相曹操时曹操所置。

## 争议记载
清朝任兆麟《心斋十种》中的《襄阳记》辑本引用《万历襄阳府志》“（蒯）钦从祖祺妇，即诸葛孔明之姊也”，称蒯祺娶故兖州泰山郡丞诸葛珪长女，即他是知名政治家、蜀漢丞相諸葛亮的姐夫。此条也得到吴庆㦞《襄阳四略》、黄惠贤著《校补襄阳耆旧记》、舒㷊与张林川合著《襄阳耆旧记校注》等的引用。但在任兆麟之前的《襄阳记》辑本中，并没有这一条。